# Гај (правник)
Гај, (лат. Gaius), је познати римски правник из II века, писац првог уџбеника римског права и члан такозваног  Сената мртвих.
Из интерних доказа у његовим дјелима може се сазнати да је дјеловао у вријеме владавине царева Хадријана, Антонина Пија, Марка Аурелија и Комода. Његова дјела су тако настала између 130. и 180. године. Међутим, након његове смрти, његови списи су признати као велики ауторитет, а цар Теодосије II га је именовао у Закону о цитирању, заједно са Папинијаном, Улпијаном, Модестином и Павлом, као један од пет правника чија су мишљења требало да се придржавају правосудни службеници приликом одлучивања у предметима. Радови ових правника су стога постали најважнији извори римског права.

## Радови
Поред Институција, који представљају комплетан приказ елемената римског права, Гај је био аутор коментара о преторским едиктима, о Законику дванаест таблица (Ad Legem XII Tabularum), о значајном Lex Papia Poppaea, о цивилном праву (Libri ad Q. Muncium). Његово интересовање за старине римског права је очигледно, и из тог разлога је његов рад највреднији за историчаре раних институција. У споровима између двије школе римских правника он се углавном везивао за сабиновце, за које се говорило да су сљедбеници Атеја Капитона, о чијем животу имамо извјесне извјештаје у Тацитовим Аналима. Многи цитати из Гајевих дела појављују се у Дигестама, који је Трибонијан створио по налогу Јустинијана, и тако задобио трајно мјесто у систему римског права; док поређење Јустинијанових институција са Гајевим показује да је цио метод и распоред каснијег дјела преписани од оних ранијих, а бројни одломци су од ријечи до ријечи исти. Дигесте и Јустинијанове институције су дио Corpus Iuris Civilis.

## Институције
Гајеве институције, написане око 161. године, били су уводни уџбеник правних институција подијељене у четири књиге: прва књига је обрада особа и разлике у статусу које они могу имати у очима закона; друга књиа је о стварима, и начини на које се права над њима могу стећи, укључујући закон који се односи на тестаменте; трећа је о  насљедству без тестамента и обавеза; а четврта о тужбама и њиховим облицима.
Још једна околност која Гајев рад чини интересантнијим за историјске студенте од Јустинијанове, јесте да је Гај живио у врјеме када су тужбе функционисале по систему формула (formulae), или формалних упутстава датих од стране претора пред којим је случај први пут дошао и суцу коме га је упутио. Без познавања термина ових формула немогуће је ријешити најзанимљивије питање у историји римског права и показати како су ригидна правила својствена античком римском праву модификована оним што се назива правичном јурисдикцијом претора, и учињен применљивим на нове услове, и доведен у склад са схватањима и потребама развијенијег друштва. Јасно је из Гајевих доказа да је овај резултат добијен, не од стране независног скупа судова који су управљали, као у Енглеској прије Закона о правосуђу, системом другачијим од система редовних судова, већ манипулацијом формулама. У време Јустинијана дјело је било завршено, а формуларни поступак је нестао.
Дјело је било изгубљено за модерне научнике, све док 1816. године Бартолд Георг Нибур није открио палимпсест у библиотеци у Верони, у коме су нека дјела светог Јеронима написана преко неких ранијих списа, за које се показало да је изгубљено дјело Гаја. Већи дио палимпсеста је, међутим, дешифрован уз помоћ Августа фон Бетман-Холвега, и текст је прилично комплетан. Откриће Гајевог дјела бацило је бујицу сјветлости на дијелове историје римског права који су раније били најнејаснији. Велики дио историјских информација које је дао Гај недостају у Јустинијановим компилацијама, а посебно у извјештају о древним облицима судског поступка. У овим облицима могу се пратити „преживљавања“ из најпримитивнијих времена, који науци упоредног права пружају вриједне илустрације, које могу објаснити чудне облике правног поступка који се налазе у другим раним системима.